# Baja (meteorología)
Una baja son sistemas de cualquier parte de la atmósfera que provoca una circulación de nubes que provoca tormentas eléctricas alrededor de ellas. Estas se diferencias entre ellas por la parte de la atmósfera esta, ya sea baja, media o alta. Y el término se creó en Cuba, como único país que usa este término.

## Baja
Una baja normal es un sistema de baja presión sin nada que ver, ya a esto las bajas presiones no son bajas y por esto se refieren a Ondas Tropicales o simples otras cosas.

## Baja Superior
Una Baja Superior es una baja que esta al superior de la superficie, que no suelen ser algo tan grave porque al ser una circulación de vientos que empuja nubes alrededor de su centro en vez de crearlas. O puede ser peligrosa que entre cerca de una o más frentes lo que facilita sus daños. La Insmet creó un artículo detallado [PDF] sobre este tema. Estas a su vez repiten su formación en un centro de 300 - 500 hPa de altura razón de su no impactante frase.

## Baja en la Altura
Una baja en la altura es la baja más notoria. Al estar en la altura esforzará a las nubes altas como los cirrus o cirrustratus a  estar también por lo cual se notan algo más pero son el mismo caso que las superiores.

## Provocación
No hay ningún clave de su formación nomas sean un sistema central de baja presión que obliga a otras nubes a rotar en su circulación. Sin embargo las bajas suelen ser más vistas en su país de origen donde se forman cerca del arco de las antillas que se mueve al sur, luego al norte y luego a dirección a la península de la Florida.